# Jón Ögmundarson
Jón Ögmundarson nebo Jón Ögmundsson (latinsky: Ioannes Ögmundi filius, česky: Jan Ögmundsson; 1052 – 23. dubna 1121) byl prvním katolickým biskupem v Holaru a svatým na Islandu.

## Život
V roce 1106 byla vytvořena na severu Islandu druhá islandská diecéze Holar, kde Jan sloužil až do své smrti. Svou misí měl vykořenit pozůstatky pohanství. Mimo jiné změnil názvy dnů v týdnu, kdy óðinsdagr „den Odina“ se stal miðvikudagr „den uprostřed týdne“ a dny „Týr“ a „Thor“ prozaickým „třetím dnem“ a „pátým dnem“. Názvy dnů v týdnu vymyšlené Janem jsou užívny na Islandu dodnes. Přesto se mu nepodařilo vymazat historii o starých bozích. Sto let po jeho smrti byly napsány Prozaická Edda a Poetická Edda, které obsahují velká množství pohanských mýtů a poezie.
Jan zemřel po dlouhé nemoci 23. dubna 1121 a jeho ostatky byly přeloženy do katedrály v Holaru 3. března 1200 a svatořečeny parlamentem (Altingem). Tato translace nebyla potvrzena papežem.